# محمد بك قاسم
محمد بك قاسم هو الرئيس الثاني للإذاعة المصرية خلفًا لسعيد باشا لطفي، تولى رئاسة الإذاعة المصرية في الفترة ما بين 22 ديسمبر (كانون الأول) 1947 حتى 15 أغسطس (آب) 1950.